# Роберт Джеймс Шиллер
Роберт (Боб) Джеймс Шиллер (англ. Robert James "Bob" Shiller; 29 березня 1946, Детройт, Мічиган, США) — американський вчений-економіст, автор популярних книг з економіки. Професор економіки Єльського університету і науковий співробітник Єльського міжнародного центру з фінансів при Єльській школі менеджменту.
З 1980 — науковий співробітник Національного бюро економічних досліджень США. Заснував фірму з інвестиційного управління «MacroMarkets LLC» і є її головним економістом.
Зробив ряд точних економічних прогнозів. У 2000-му, на піку інтернет розвитку Інтернет-технологій написав культову книгу «Ірраціональний достаток», в якій передбачив різке падіння в цього сектора економіки в недалекому майбутньому. Через кілька місяців його передбачення підтвердилось. Передбачив кризу на ринку нерухомості 2008 року.
В 2013 отримав Нобелівську премію з економіки.